# Robert Sidoli
Pas d'image ? Cliquez ici

a Compétitions nationales et continentales officielles uniquement.

b Matchs officiels uniquement.
Dernière mise à jour le 29 octobre 2021.
Roberto Andrew Sidoli, né le 21 juin 1979 à Merthyr Tydfil (Pays de Galles), est un joueur de rugby à XV international gallois. Il joue au poste de deuxième ligne et mesure 1,98 m pour 116 kg.

## Biographie
Il joue d'abord pour l'équipe première de Merthyr RFC, puis Pontypridd, étant élu le Joueur de l'Année de Pontypridd en 2001-02.
En 2003, le Pays de Galles réorganise le championnat et introduit des franchises, formées de plusieurs clubs, pour élever le niveau. Robert Sidoli rejoint les Celtic Warriors. Lorsque la franchise est liquidée durant l'été 2004, il signe chez les Cardiff Blues. 
Sidoli débute avec l'Équipe du Pays de Galles de rugby à XV contre l'Afrique du Sud en 2002, et il a très vite réalisé de bonnes prestations, notamment lors de sa participation à la Coupe du monde 2003.
Il manque une partie du Tournoi 2004, à cause d'une blessure, mais il fait partie de l'équipe de base de l'édition 2005.

## Clubs successifs
- Merthyr RFC  Pays de Galles
- Pontypridd RFC 1999-2003  Pays de Galles
- Celtic Warriors 2003-2004  Pays de Galles
- Cardiff Blues 2004-2008  Pays de Galles
- Bristol Rugby 2008-2009  Angleterre
- Newport Gwent Dragons 2009-2014  Pays de Galles

## Palmarès
- Grand Chelem en 2005

## Sélection nationale
- 42 sélections avec l'Équipe du Pays de Galles de rugby à XV
- Sélections par année : 5 en 2004, 13 en 2003, 2 en 2004, 10 en 2005, 7 en 2006, 5 en 2007
- 10 points
- 2 essais
- 1er match le 8 juin 2002 contre l'Afrique du Sud.